# Danevirke

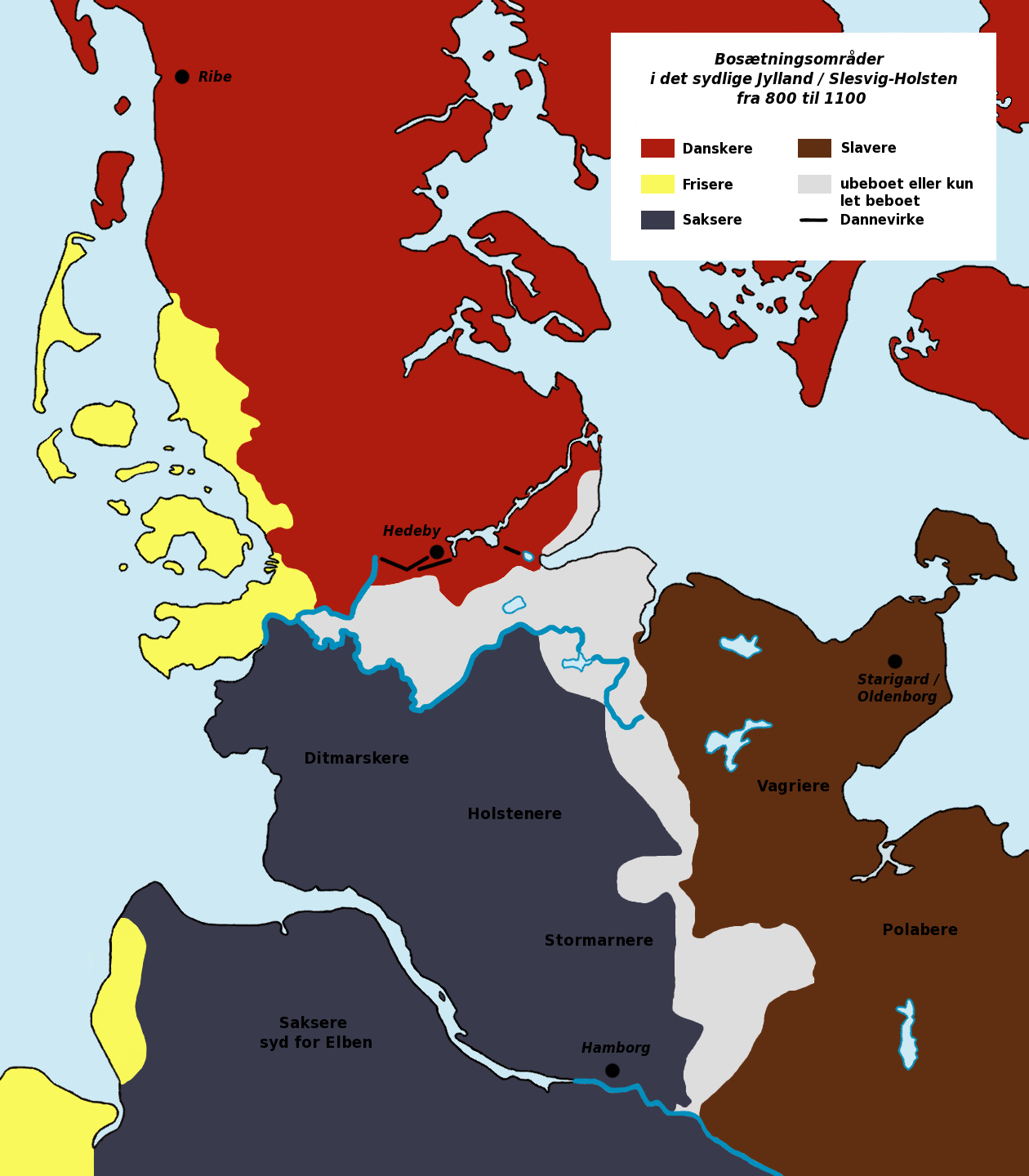
A lakosság nemzetiségi megoszlása a mai dán-német határvidéken 800-1200 között. Jelmagyarázat: vörös: dánok; sárga: frízek; sötétkék: németek; barna: szlávok; világos: ritkán lakott, vitatott területek

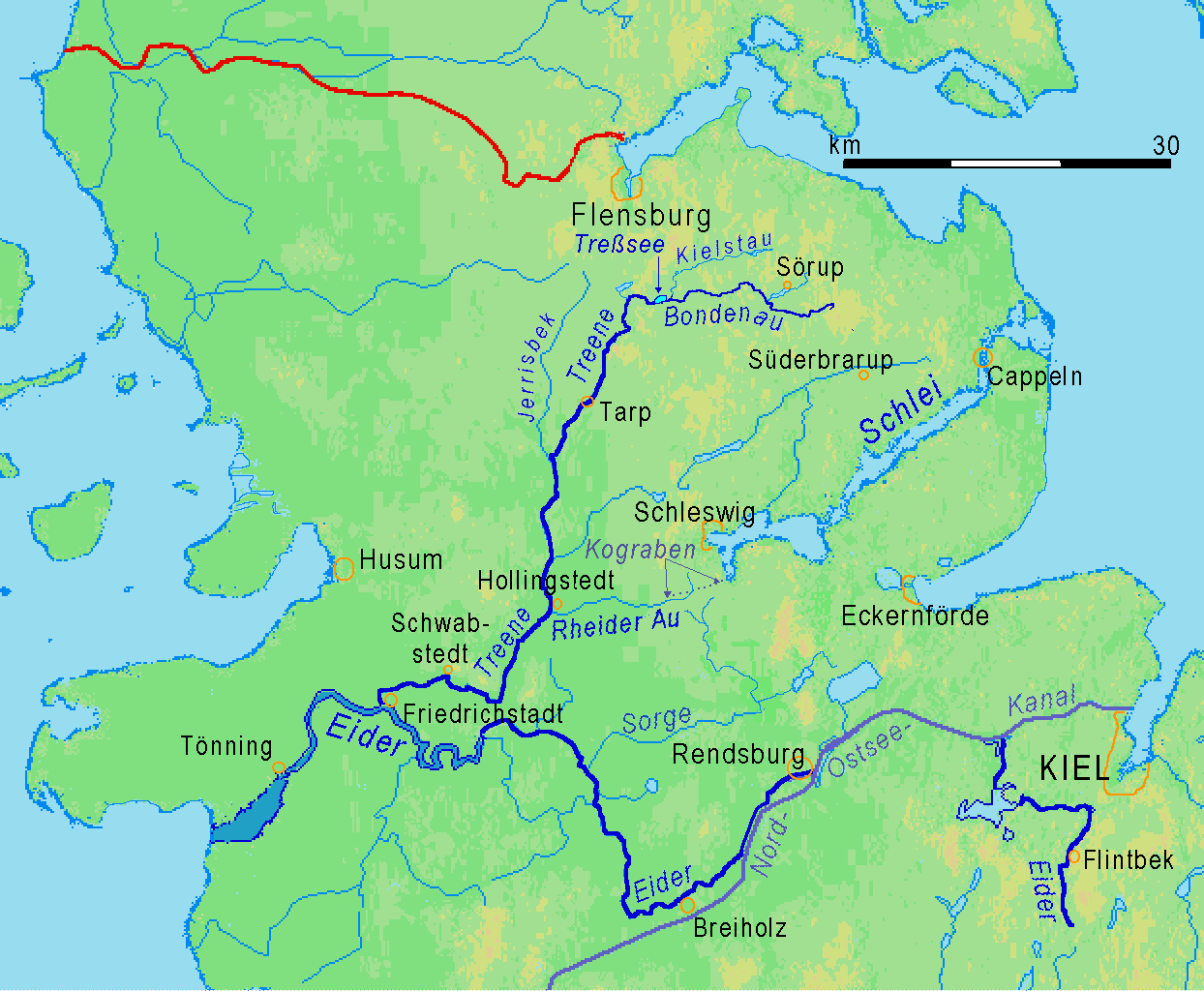
A terület domborzata és vizei

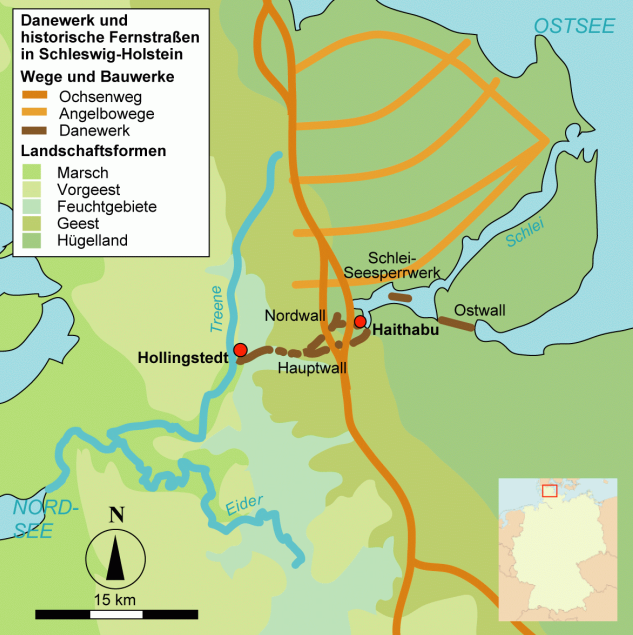
A Danevirke elhelyezkedése

A Danevirke a Jylland-félszigetnek a Treene folyó és a Schlei öböl közötti földszorosánál (a mai Schleswig és Hollingstedt városok között, a német Schleswig-Holstein tartomány területén) kiépített, összesen mintegy 30 kilométeres kora középkori dán sáncrendszer az onnan északra elhelyezkedő dán földek, és elsősorban a félszigetet átszelő fontos kereskedelmi útvonal védelmére a déli, főleg germán támadásoktól. Fontos dán nemzeti emlékhely.

## Neve
Elnevezése a nemzetközi irodalomban általában a Danevirke formában szerepel egy korábbi dán írásmód alapján. Az ott élő dán kisebbség által fenntartott helyi múzeum neve is Danevirke Museum. A ma érvényes dán helyesírás szerint Dannevirke formában írandó. Német neve Danewerk. Óészaki nyelven Danavirki, Danæwirchi volt a neve. Nevének jelentése: „dánok műve”.

## Elhelyezkedése, méretei
E területen, a Jylland félsziget déli részének szűkületében, ősidők óta húzódott egy kereskedelmi útvonal a Balti-tenger és az Északi-tenger között. A korban a távolsági kereskedelmet lehetőség szerint elsősorban könnyű csónakokkal folytatták, amelyek nagyon jól tudták hasznosítani keleten a keskeny, kanyargós Schlei öböl és nyugaton az Eider, illetve mellékfolyója, a Treene nyújtotta lehetőségeket. A két vízfelület közötti szakaszon az árukat szekerekkel továbbították. A fal építését elsősorban e kereskedelmi útvonal szárazföldi szakaszának védelmére kezdték meg, sőt újabb kutatások szerint egyes szakaszokon a sánc árka nem is védmű, hanem hajózási csatorna volt.

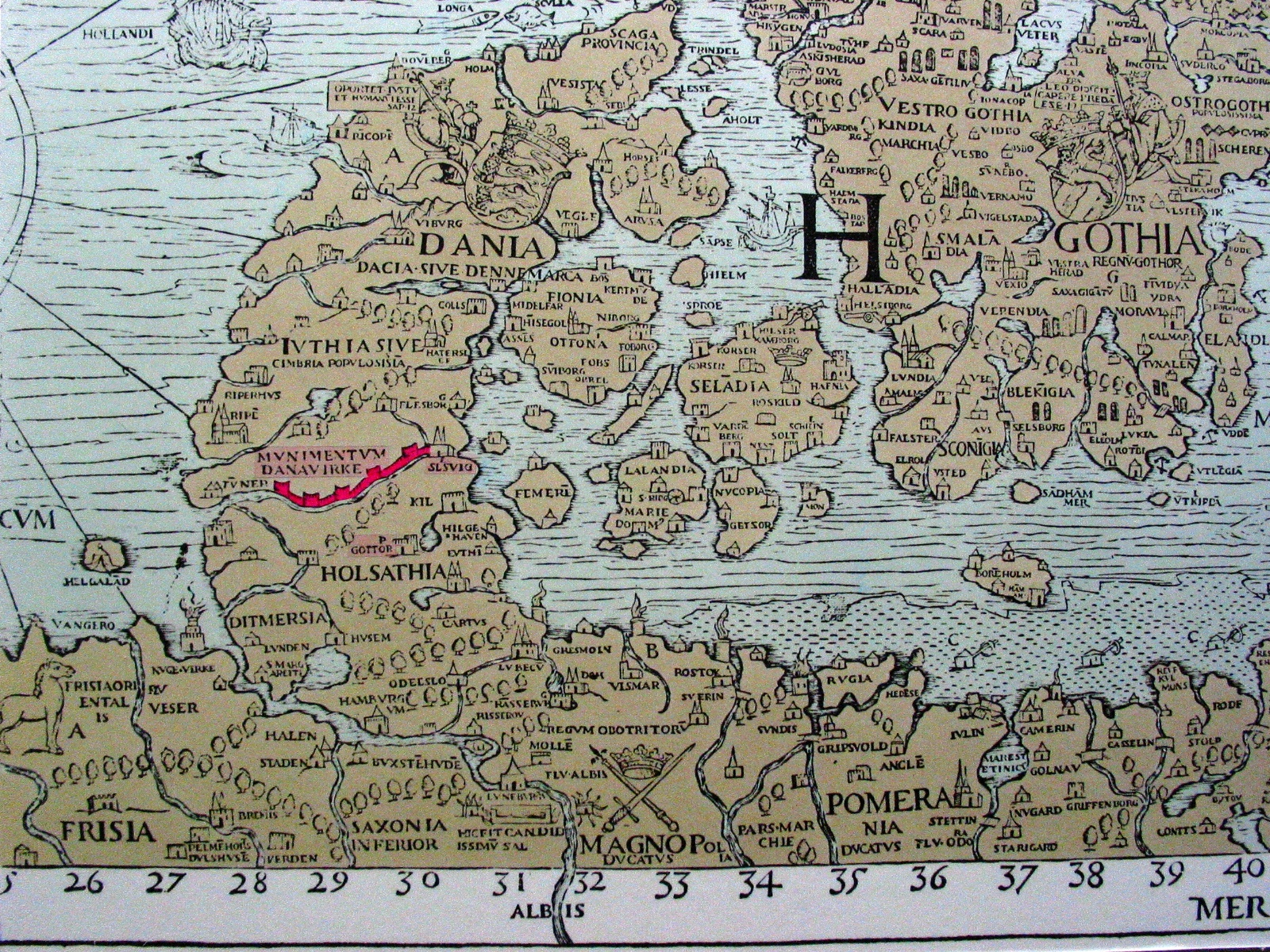
The Danevirke (pirossal) a 16. századi Carta Marina térképen

A Danevirke összesen mintegy 30 km hosszú, alapvetően földből épült sánc. Magassága 3,6 és 6 méter között mozog. Az idők folyamán magasságából és meredekségéből az erózió miatt sokat vesztett. Helyenként tölgyfából készült cölöpsorokkal erősítették meg, majd a 12. században I. Valdemár dán király téglafalat (Valdemarsmuren, azaz Valdemár fala) építtetett hozzá, így katonai használhatósága megnőtt. Nem csak védekezésre, hanem támadások kiindulópontjaként is felhasználták, például a Balti-tenger mentén élő szláv népek elleni kereszteshadjáratoknál. A fal fő szakaszának keleti végpontja a Schlei partján Hedebynél volt, ahol csatlakozott a kereskedővárost és kikötőt félkörben védő sánchoz.

## Története
A jövedelmező kereskedelmi útvonal védelemre szorult az ellenérdekelt törzsek rablótámadásai ellen. A korai dániai államalakulatok hamar felismerték, hogy ezen a stratégiai fontosságú helyen viszonylag kevés erőfeszítéssel le lehet zárni a Jylland északi vidékei elleni szárazföldi támadások útját is. Az Eider és a Treene lapályos, mocsaras területen kanyargott, ami a korban gyakorlatilag járhatatlan volt, de az út szárazföldi szakasza annál inkább védelemre szorult. A Schlei keskeny szűkületein is támadhatók voltak a vízen haladó kereskedelmi hajók, ezért a sáncrendszer egy szakasza, a keleti fal (Ostwall) a Schleit délről kísérő egész, mai nevén Schwanse félszigetet lezárta az illetéktelenek előtt.
1969 és 1975 között folytatott régészeti vizsgálatok a szénizotópos kormeghatározás valamint a dendrokronológia módszereivel megállapították, hogy a Danevirke fő szakaszai i. sz. 737 és 968 között épültek. 2013-ban azt is
megállapították, hogy egyes szakaszokon ennél jóval régebbi, i. sz. 500 körüli, sőt azt megelőző építkezések is voltak, bár a hagyomány a 710 körül uralkodó Angantyr dán király nevéhez fűzi az építkezés kezdetét.
Az újabb vizsgálatok arra is rávezették a kutatókat, hogy az első építményeket nem csak, sőt nem is elsősorban védelmi célokra emelték. Henning Hellmuth Andersen régész szerint a „fal” egyes korai szakaszai két alacsony fal közötti árokból álltak. A Kovirke nevű részen pedig a fal jellegű építményt az északi oldalán csatorna kíséri. Ez védelmi szempontból értelmezhetetlen lenne, viszont hajózó csatornának alkalmas lehetett a viking csónakok számára.
A középkorban a sáncrendszer fokozatosan elvesztette katonai jelentőségét, de a 19. században a Schleswig tartomány birtoklása körüli feszültségek idején Dánia újra megerősítette, modernizálta azt egy német támadás elhárítására. Ekkor korszerű erődök, ágyúállások épültek, mint a 21. század elején muzeális célokra helyreállított 14. számú sánc a Danevirke Museum közelében. A sáncrendszer azonban nem tudta megakadályozni a dán vereséget az 1864-es porosz–osztrák–dán háborúban, mert a kemény télben a mocsarak, vizek befagytak, és az osztrák (és magyar) csapatok megkerülték a védműveket.
1950-51-ben a területet természetvédelem alá helyezték, majd 1958-ban a Danevirke maradványai műemlékvédelemben is részesültek. 1990-ben jött létre a Danevirke Museum. A 2010 és 2012 végzett ásatások során feltárták Danevirke egyetlen korabeli kapuját, amelyen az akkori észak-déli hadiút, az Ochsenweg haladt át.
2018-ban felkerült az UNESCO Világörökség listájára.

## Fordítás
- Ez a szócikk részben vagy egészben a Danevirke című angol Wikipédia-szócikk ezen változatának fordításán alapul.  Az eredeti cikk szerkesztőit annak laptörténete sorolja fel. Ez a jelzés csupán a megfogalmazás eredetét és a szerzői jogokat jelzi, nem szolgál a cikkben szereplő információk forrásmegjelöléseként.